# František Antonín Míča
František Antonín Míča (deutsch Franz Anton Mitscha; fälschlich František Václav Míča (Franz Wenzel Mitscha); * 2. September 1696 in Náměšť nad Oslavou (deutsch Namiest an der Oslawa), Markgrafschaft Mähren; † 15. Februar 1744 in Jaroměřice nad Rokytnou (deutsch Jameritz), Markgrafschaft Mähren) war ein mährischer Komponist, Kapellmeister und Sänger, der beim Grafen Johann Adam von Questenberg (1678–1752) auf dem Schloss Jaroměřice im Dienst stand.

## Name
In der Literatur wurde er häufig fälschlicherweise František Václav Míča genannt, und sein Geburtsdatum wurde auf September 1694 in Třebíč (Trebitsch) gelegt. Die Musikwissenschaftlerin Jana Perutková stellte bei ihren Forschungen im Jahr 2010 jedoch fest, dass sein richtiger Name František Antonín Míča ist und dass er am 2. September 1696 in Náměšt' nad Oslavou getauft wurde. Tatsächlich wurde den Míčas 1694 in Třebíč ein Kind namens František Václav geboren, das aber wahrscheinlich im Kindesalter starb, weshalb die Eltern ihren nächsten Sohn 1696 wieder František nannten. Im Standesregister von Náměšt' nad Oslavou wurde er als František Antonín eingetragen. Mit diesem Namen signierte er zeitlebens seine Kompositionen.

## Leben und Wirken

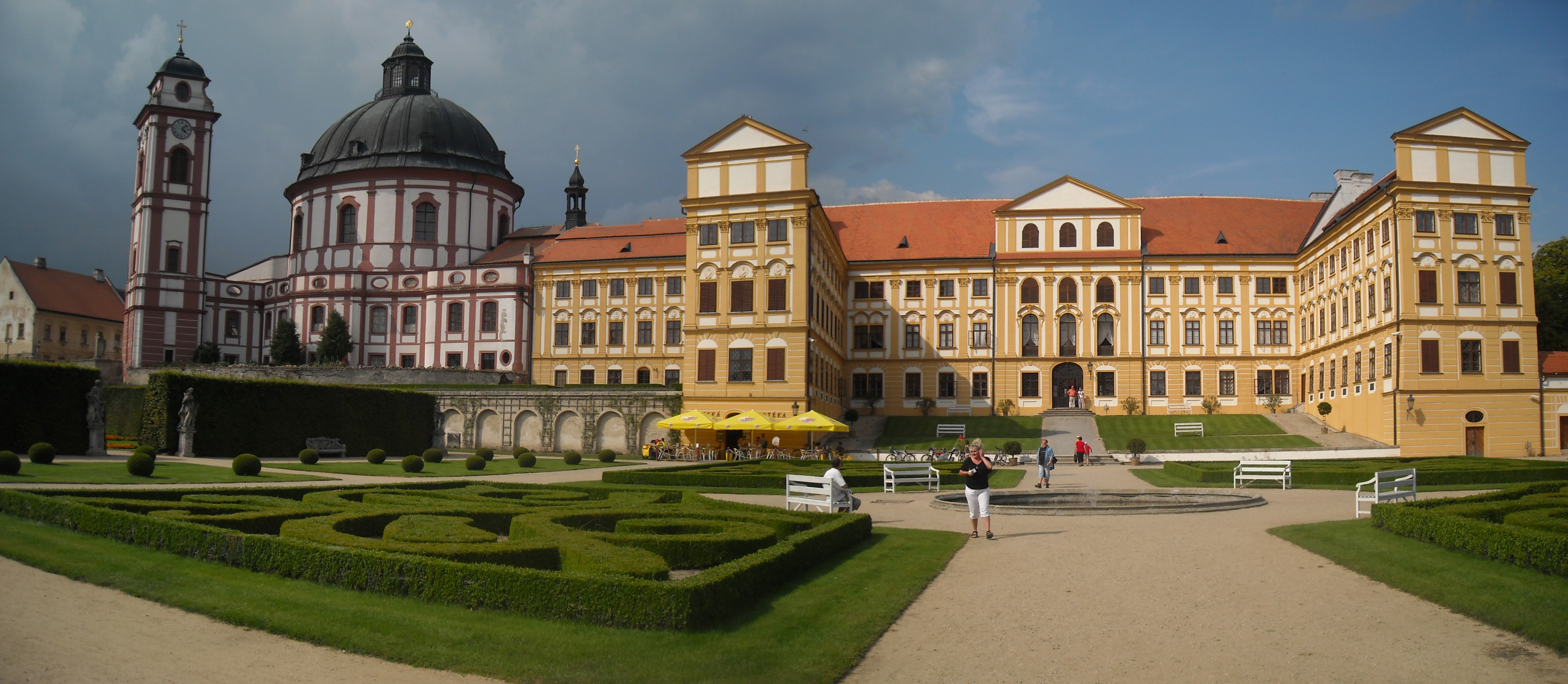
Schloss Jaroměřice (2011)

František Antonín Míča war Sohn von Mikuláš (deutsch Nikolaus) Míča (1659–1729), der als Organist in Třebíč und später in Náměšť nad Oslavou tätig war, und seiner Frau Marie, geborene Palsová. Spätestens 1698 zog die Familie nach Jaroměřice nad Rokytnou, wo der Vater bis zu seinem Tod als Organist und Chorregent wirkte. Míčas älterer Bruder Jacob (1683?–1741) war Organist und Notenkopist am Hof des Grafen, seine Töchter Johanna und Rosina machten sich als Sängerinnen einen Namen. Ein weiterer Bruder, Jan (Johann) (1686–1735), wurde 1706 unter den Musikern im Wiener Palais des Grafen Questenberg erwähnt. Míčas dritter Bruder, Karel Antonín (Karl Anton), diente am kaiserlichen Hof in Wien; dessen Sohn war der Komponist František Adam Míča (1746–1811).
František Antonín Míča wurde Kammerdiener des Grafen Jan Adam von Questenberg in Jaroměřice und reiste mit ihm im Jahr 1710/1711 nach Wien, wo er in der gräflichen Kapelle spielte und sich musikalisch weiterbildete. Eine kompositorische Ausbildung bei dem kaiserlichen Kapellmeister Antonio Caldara oder dem Komponisten Francesco Bartolomeo Conti lässt sich jedoch nicht nachweisen. Spätestens ab 1722, seit der Eröffnung des Schlosstheaters in Jaroměřice, war František Antonín Míča wieder als gräflicher Kapellmeister in Jaroměřice tätig. Im Jahr 1723 heiratete er Tereza Stampová (1704–1739), Tochter des Gutsverwalters Jan Josef Stampa. Das Paar hatte elf Kinder, von denen zwei früh starben. Nach dem Tod von Tereza heiratete Míča 1740 erneut, diesmal Veronika Naglová (Noglová), die als Sängerin, Tänzerin und wahrscheinlich auch Choreografin am Schlosstheater tätig war und mit der er drei weitere Kinder hatte.

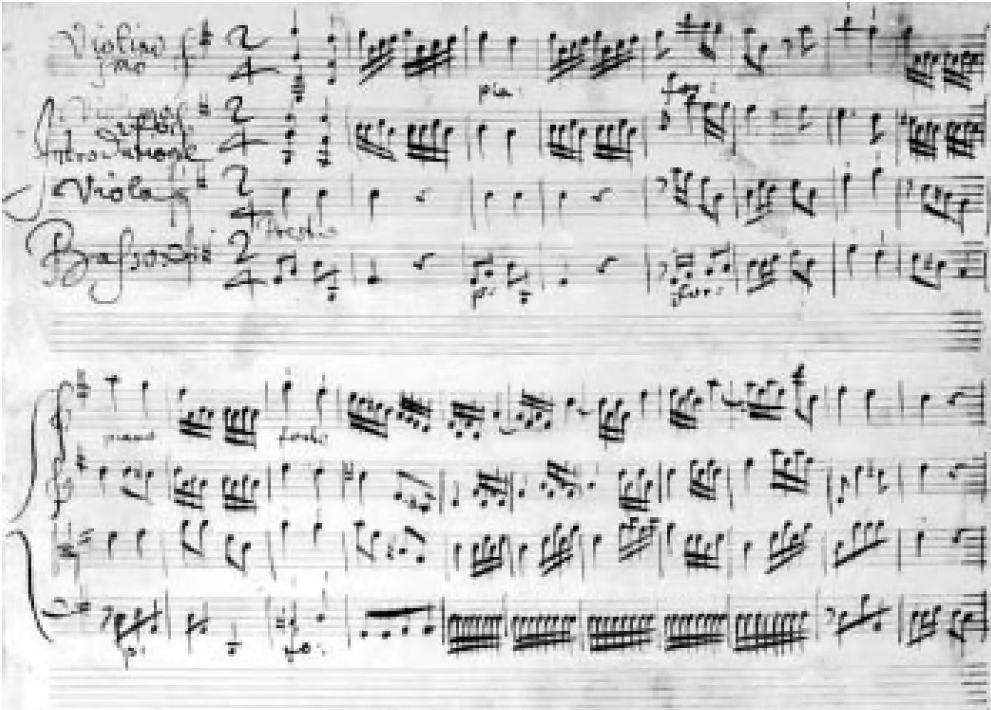
L’ Origine di Jaromeriz, Partitur der einleitenden Sinfonia

In Jaroměřice war František Antonín Míča für die Organisation und Aufführung von Opern verantwortlich, insbesondere von italienischen Komponisten (Giuseppe Ferdinando Brivio, Riccardo Broschi, Antonio Gaetano Pampani, Pietro Domenico Paradies, Domenico Sarro, Leonardo Vinci) oder vom Wiener Kaiserhof (Antonio Caldara, Francesco Bartolomeo Conti). Er übernahm die Arrangements und die Einstudierung der Werke, oft verbunden mit den notwendigen Anpassungen an die Gegebenheiten in Jaroměřice. Zudem komponierte er Musik für Ballettaufführungen und kümmerte sich um die Verwaltung des Orchesters sowie die Instandhaltung der Musikinstrumente. Als begabter Tenor sang er selbst zahlreiche Rollen und dirigierte auch die Instrumentalmusik am Hof. Die Anforderungen, die Graf Questenberg an Míča stellte, waren sehr hoch, vor allem wenn es darum ging, jedes Jahr eine große Anzahl von Opern aufzuführen (Quellen zufolge waren es bis zu 25 Vorstellungen jährlich). Einige Historiker sind deshalb der Meinung, dass diese hohe Arbeitsbelastung zum frühen Tod des Komponisten beigetragen hat.
František Antonín Míča ist der einzige böhmische Komponist der ersten Hälfte des 18. Jahrhunderts, von dem größere musikdramatische Werke erhalten sind. Sein kompositorisches Schaffen weist zahlreiche venezianische und neapolitanische Einflüsse auf. Zu seinem Werk gehören sechs vokal-instrumentale Kompositionen auf italienische, deutsche, lateinische und tschechische Texte. Er schrieb Huldigungskompositionen für Namenstage und Geburtstage von Mitgliedern der gräflichen Familie sowie Sepolcri (kleine Oratorien), die in der Fastenzeit (oft am Gründonnerstag) am Heiligen Grab aufgeführt wurden.
Er komponierte mindestens zwei Opern, von denen jedoch nur eine erhalten ist – L'origine di Jaromeriz in Moravia (Über den Ursprung von Jaromeriz in Mähren). Sie wurde 1730 in Jaroměřice in italienischer Sprache, später auch in deutscher und tschechischer Sprache aufgeführt. Sie gilt als die älteste in tschechischer Sprache gesungene Oper. Die Partituren von vier Huldigungskompositionen und einem Sepolcro sind erhalten, seine Ballettmusiken sowie viele seiner Instrumentalkompositionen sind jedoch verloren gegangen.

## Werke
Seine Werke (Auswahl):
- Abgesungene Betrachtungen über etwelche Geheimnüsse des büttern Leyden – Sepolcro (1727)
- L’origine di Jaromeriz in Moravia – Oper (1730); tschechisch: O původu Jaroměřic na Moravě (1730); deutsch: Über den Ursprung von Jaromeritz (1730)
- Vier Huldigungskompositionen: Bellezza e Decoro (1729), Nel giorno natalizio di Sua Excellenza il Sig. Adamo Comte Adame di Questenberg (1732), Der glorreiche Nahmen Adami (1734), Operosa terni colossi moles (1735)
- Zwei geistliche Duette (nicht erhalten) – Modo instar aquilarum und Memento, homo, animarum defunctarum
- Vier Sepolcro (nur die Libretti sind erhalten): Krátké rozjímání hořkého umučení Ježíše Krista (1728), Die beschuldigte Unschuld (1729), Oefterer Anstoss des zum Berg Calvariae im Geist aufsteigenden Wandersmann (1731), Die heill. Helena auf dem Calvari-Berg (1734).